# Ultreya
Ultreya ist ein Grußwort aus dem Spanischen (vom Lateinischen „eia ultra“ = vorwärts). Dieses aufmunternde, mutmachende Wort riefen sich Pilger zu, die auf dem Jakobsweg nach Santiago de Compostela unterwegs waren und bedeutet so viel wie „Vorwärts! Weiter!“
Die katholische Laienbewegung Cursillo hat viele Elemente der Wallfahrt nach Santiago de Compostela übernommen. Dazu gehört auch Ultreya als Bezeichnung für Treffen von Cursillistas, Mitgliedern der Bewegung, in christlicher Freundschaft.